# Andrew Clyde
Pour les articles homonymes, voir Clyde.
Andrew S. Clyde, né le 22 novembre 1963 à Toronto au Canada, est un homme politique américain. Membre du Parti républicain, il est élu pour la Géorgie à la Chambre des représentants des États-Unis depuis 2021.

## Biographie

### Jeunesse et carrière professionnelle
Après avoir étudié à l'université Notre-Dame, il est diplômé en 1985 d'un baccalauréat en administration des affaires du Bethel College (en). Une fois diplômé, il intègre la United States Navy. Déployé en Irak et au Koweït, il quitte l'armée en 1996 mais reste réserviste jusqu'en 2013. En 1999, il obtient une maîtrise en administration des affaires de l'université de Géorgie.
En 1991, il ouvre un magasin d'armes à Athens. Son activité se développe progressivement, lui permettant d'ouvrir un deuxième magasin.
En 2013, l'Internal Revenue Service saisit 940 000 dollars de son compte, soupçonnant des activités illicites en raison de nombreux dépôts juste en dessous du seuil de 10 000 dollars entraînant un rapport de l'administration fiscale. En l'absence de toute activité illégale, il obtient le remboursement de la majorité des sommes saisies en justice. Il s'engage alors en faveur d'un projet de loi interdisant ces saisies se fondant uniquement sur le caractère suspect de dépôts, témoignant notamment au Congrès. Une loi portant son nom, le Clyde-Hirsch-Sowers RESPECT Act, est finalement adopté sous la présidence de Donald Trump.

### Carrière politique
Andrew Clyde se lance en politique lors des élections de 2020. Dans le 9e district de Géorgie, qui s'étend d'Athens et Gainesville jusqu'à la frontière avec la Caroline du Sud, il entend succéder à Doug Collins à la Chambre des représentants des États-Unis, ce dernier étant candidat au Sénat. Avec 18,5 % des voix, il arrive en deuxième position de la primaire républicaine, devançant l'ancien représentant Paul Broun (en) et les élus à l'Assemblée générale de Géorgie John Wilkinson et Kevin Tanner il se qualifie pour le second tour. Il remporte le second tour avec 56,3 % des suffrages et décroche ainsi l'investiture républicaine. En vue de l'élection de novembre, il indique que ses trois priorités sont l'accès au très haut débit dans le milieu rural, le soutien au port d'armes et l'interdiction de l'avortement. Il est élu représentant des États-Unis avec 78,6 % des voix face au vétéran démocrate Devin Pandy.

## Positions politiques
Propriétaire d'un magasin d'armes, Andrew Clyde s'oppose aux vérifications d'antécédents et aux délais imposés par la loi avant l'achat d'une arme à feu.